# دمیربل (شهود)
دمیربل (به ترکی استانبولی: Demirbel) یک منطقهٔ مسکونی در ترکیه است که در شهود (شهر) واقع شده‌است.